# 克里米亞汗國
克里米亞汗國是存在於1430年至1783年的克里米亞韃靼人國家，為金帳汗國衍生出的位于欧洲的國家中國祚最長的一個，被称为“蒙古帝国在欧洲的最后残余”。汗國不只是在克里米亞半島，而是延伸到北高加索的達吉斯坦共和國與坦波夫及耶列兹一帶的欽察草原。金帳汗國的實際建立者拔都把汗國分成13部分，克里米亞是禿花帖木兒封地。

## 歷史

### 建立
金帳汗國建立後，成吉思汗長子朮赤的一個後裔被分封建立了克里米亞汗國的雏形。最早管理克里米亞的是禿花帖木兒，他是拔都的兄弟。1239年得克里米亚为封地，1430年，他的後人哈吉·格來正式立國，定都巴赫奇萨赖。
哈吉·格來死後，次子努儿道剌特和六子明·格來爭位，後來明里·格來得位。1468年，他在卡法訪問，同時鄂圖曼帝國派了一支军队前往奪取卡法。他在1475年被奥斯曼帝国囚禁；出于政治目的，奥斯曼帝国保留克里米亞汗國的獨立，因此兩年後獲赦，成為蘇丹的封臣。半島南部由奥斯曼帝国占领，汗可以继续统治其余的半岛和北方草原地区，並發行自己的錢幣。与他们一起生活的有诺盖人。
1502年，金帳汗國徹底崩塌，克里米亞汗國聯莫斯科大公國打敗最後一位大帳汗國可汗謝赫·阿合馬，成為金帳汗繼承人。從1524年起，克里米亞可汗被蘇丹任命，伊斯兰·格来二世开始以奥斯曼帝国苏丹之名做星期五礼拜。

### 黃金時代

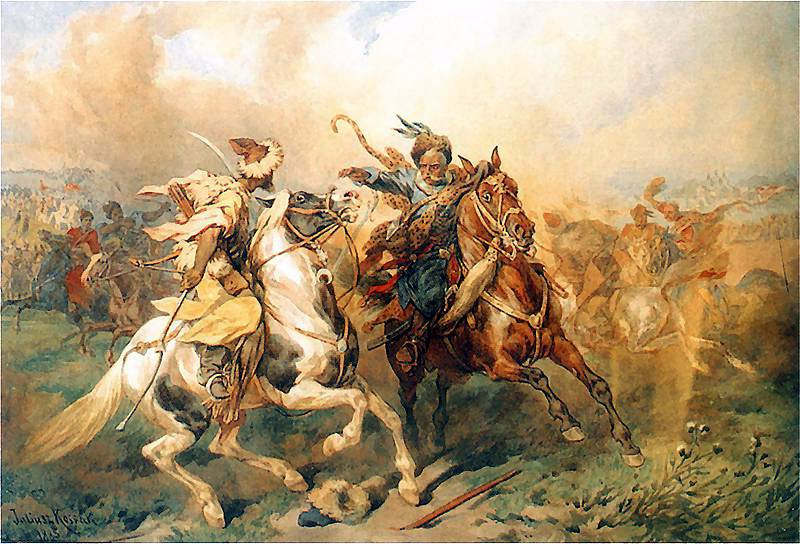
克里米亞韃靼人騎兵和波蘭立陶宛聯邦騎兵在戰鬥。這種情景在18世紀之前經常出現。

克里米亞汗國是18世紀前東歐及近東的军事强国奧斯曼土耳其的附庸國之一（當時奧斯曼土耳其在歐洲的附庸國還有瓦拉幾亞、拉古薩共和國等），作為穆斯林和奧斯曼土耳其的砲灰，克里米亞韃靼人對拓展伊斯蘭世界的界線有卓越的貢獻，特別是在對抗信奉基督宗教的斯拉夫人與波蘭人。他们定期出兵阻止斯拉夫人南迁定居草原。他們戰鬥力强大，也曾经与波兰立陶宛联邦结盟反俄国。他們征战的军队最遠到过白羊王朝、萨非王朝、波蘭本土和匈牙利。1694年，正值大土耳其戰爭，作為土耳其的小弟克里米亞韃靼人大規模進攻波兰立陶宛联邦，兵至波蘭王國王冠領地腹地戈季夫，4萬克里米亞韃靼人卻被支援的400名波蘭翼騎兵擊破，克里米亞人只好撤兵。

#### 奴隸貿易
克里米亞汗國的一個收入來源是前往俄罗斯平原捕捉斯拉夫人（特別是烏克蘭人）與羅馬尼亞人为奴隸，稱為「草原人的收成」。這種情形持續了很長的一段時間，直到灭亡为止，還保持著與鄂圖曼帝國及中東龐大的奴隸貿易。卡法是其中最著名也最重要的奴隸市場，把奴隸從這裡運輸到各地販賣是汗國重要的收入來源。另一种是诺盖人捕捉的奴隶。
他们也有牧民但是不多。

#### 侵略
在1558年到1596年期間，約有三次對莫斯科公国留里克王朝領土大規模進犯的紀錄。每年春季莫斯科動員多達65,000名士兵在邊境驻防，對國家是一個沉重的負擔。
最大的一次戰事是在1571年攻陷莫斯科（德夫萊特·格萊汗），屠杀了15萬人，屍骸塞滿莫斯科河。1572年在摩洛迪戰役中被击退。

### 衰亡
奥斯曼帝国衰落后，汗国也转向衰落，許多重要貿易路線受哥薩克攻击，人口嚴重減少。17世紀後期，俄羅斯的前身莫斯科公国实力逐渐强大，克里米亞韃靼人停止了襲擊，但1687年和1689年俄国军队两次对克里木汗国进行的“克里木远征”（俄历史称之为亚速远征）都以失败告终。
1774年俄羅斯迫使鄂圖曼帝國承認克里米亞的獨立，從1777年起，克里米亞汗王沙希因·格來附屬俄羅斯帝国。不久，克里米亞貴族起義反對沙希因，沙希因向俄罗斯帝国請求援助。波特金率七萬俄軍到達克里米亞。
1783年，奥斯曼帝國與奧地利大公國正在战争，無暇東顧，克里米亞汗國於是被歸併於叶卡捷琳娜二世统治下的俄罗斯帝国領內。
最后一位汗王被送往爱琴海上的罗德岛，後被土耳其人斩首。
- 1550年
- 1596年
- 1600年
- 1644年
- 1707年
- 1736年
- 1736年

## 政体
大致与金帐汗国一样，汗族宗室自称出自术赤后裔，自號「白骨头」。与喀山汗国一样，由四大贵族（哈剌赤）主持政府。诺盖人是阿斯特拉罕汗国亡国后逃难来的。汗國法律有沙里亞法與成吉思汗法典。由卡迪斷案。

## 人民
汗国主体民族是克里米亞鞑靼人，也有非穆斯林（哥德人、希腊人、亚美尼亚人、切尔克斯人、犹太人、卡拉伊姆人、热那亚人），他们以克里米亞鞑靼语为第二语言，汗国中他們实行米利特自治法。像鄂圖曼帝國，非穆斯林要交吉茲亞人頭稅，但不用服兵役。
汗國內部土地被貝伊瓜分，農民或牧民與他們的貝伊的關係不是封建的。他們是自由的，伊斯蘭法律保護他們不失去權利。土地按村分配，共同耕種，稅收分配給整個村莊。稅收是農產品的十分之一，畜群的二十分之一，以及數量不等的無償勞動。但韃靼人很少自己耕種土地，他們的大部分土地由波蘭人、烏克蘭人、俄羅斯人和瓦拉幾亞奴隸耕種(多數韃靼人是牧民和工匠、商人)。

## 備注
1. ↑  又名可里米亞汗國、克里木汗國

## 外部連結
- （英文）The Bağçasaray Palace of the Crimean Khans
- （英文）Tatar.Net